# 张功
张功（1992年4月10日—），中国足球运动员，现效力于中超联赛球队广州城。

## 职业生涯
张功在2011年开始了他的职业生涯，在这年他加入了中甲联赛球队沈阳中泽。 2014年7月26日在主场2比0战胜北京理工大学的比赛中射入了他的处子球。 不过在赛季结束后，沈阳中泽解散，他成为了自由球员。
2016年3月他加盟了中甲联赛球队大连超越。 他在2016年3月13日客场3-1战胜上海申鑫的比赛中，在66分钟替补权恒上场，这是他在新东家的首秀。2016年7月23日，在大连德比战中射入了绝杀球，帮助了大连超越2-1战胜大连一方，这也是他在新东家的首个进球。
在2016年11月19日，张功转会到中超联赛球队广州富力。 在2017年3月4日主场2-0战胜天津权健的比赛中在86分钟替补陈志钊上场，这是他在广州富力的第一场正式比赛。
2023年4月14号，成都蓉城足球俱乐部正式宣布了张功加盟的消息。